# 山下清
山下清（日语：／ Yamashita Kiyoshi ?，1922年3月10日—1971年7月12日），原名大桥清。日本画家。以贴画，水墨画闻名。

## 經歷

### 幼儿时期
1922年于東京府東京市浅草区田中町（今東京都台東区日本堤一、二丁目附近）作为长子出生。翌年因关东大地震田中町一带被烧毁，之后随父母移居故乡新潟县新潟市（現今中央区）白山。两年后三岁时因重度消化不良曾一度处于生命危险，虽然保留住了生命，但患上轻度言语障碍、智能障碍的后遗症。
山下清一家于1926年返回浅草区生活。父亲大桥清治因脑出血于1932年去世，之后母亲再婚。曾因在小学（石浜小学）时被霸凌而被继父教唆「去用刀反击对方」，在受到霸凌时使用削铅笔的小刀对同级生的欺凌者造成了重伤。

### 少年时期
1934年春天，趁继父不在的期间，母亲带着包含山下清的三个孩子逃往北千住（足立区千住）的木賃宿。因生活贫困，随后不久便移居至杉並区方南町（今杉並区方南）的专为母子家庭的社会福利设施隣保館。此时改姓母亲的旧姓改名山下清。
但是，因在新的学校无法学习，在同年5月，于千葉県東葛飾郡八幡町大字八幡字衣川（今千葉県市川市八幡四丁目）的儿童福利设施八幡学園 （页面存档备份，存于）学习。在此学园中第一次接触了贴画。对贴画展现出强烈兴趣和才能，并被1936年开始于该学园工作的顾问医生的精神分析学学者式場隆三郎留意，受到了式場隆三郎的指导使得这种兴趣与才能愈发强烈。
1937年秋天，早稲田大学讲师戸川行男于早稲田大学开展小型展览会并展出了八幡学园学生的贴画。1938年11月中于同大学的大隈小講堂开展的特异儿童劳作展览会上，展示了山下的作品。
1938年12月，于東京市京橋区銀座（今中央区銀座）的画廊首次开展个人画展。1939年1月，于大阪的朝日記念会馆开展展覧会，山下的作品受到了很多赞赏。梅原龍三郎也对山下评价很高并作出「只从作品来讲，那种美的强烈与纯粹我认为已经达到了梵高与亨利·卢梭的水准。」的评价。

### 青年时期
在八幡学园的在校时间虽然长，但于18岁时突然离开学校，1940年到1954年为止开始了流浪。之后被询问离开学校去流浪的理由时，山下只回答说「因为厌烦了」。流浪的后几年，因为不想受到征兵检查便持续流浪生活。在这个时候于我孙子站的弥生軒工作和居住以赚取生活费用，工作半年左右之后继续流浪半年反反复复5年之久。
21岁时，在打工的食堂被从八幡学园来的职员强制征兵检查，但因智能障碍的理由被免除兵役。这个事迹被收录在《放浪日記》（1956年）。此时的山下在电视剧等作品被描绘成背负着背囊的形象。
战后在日本有「日本的梵高」、「裸体大将」的称号。1954年，在鹿儿島流浪中的山下说「无论是梵高还是卢梭我都完全不知道是谁。」，但是山下曾临摹过梵高的画作。同年，返回东京之后参加了在日本橋丸善开展的肖邦画展。1956年在東京大丸开始开展「山下清展」，全国巡回展开展了约130次、观众超过了500万人。当时的皇太子也参加了位于大丸的展会。1961年6月，与式場隆三郎等人进行了约40天的欧洲旅行，并画下了各地的名胜。

### 晩年时期
晩年，居住在東京都練馬区谷原的住宅，立志完成像《東海道五十三次》那样的作品，从東京到京都开始了写生旅行。在5年时间内完成了55张画作。但是，因高血圧患上了眼底出血，被担心是否能完成。
1971年7月12日，因脑出血去世。享年49岁。当时，受到我孙子站的弥生轩的委托描绘四季风格的4种便当（车站便当）的包装纸，但未能完成冬季主题，只完成了3种主题的包装纸。墓地是富士墓园。

## 人物事迹
由于画作的人气之高，画坛上能够鉴定其真伪的人又极为稀少，电视剧等作品又描写山下在各地都留下了画作等等的影响，将赝品作为正品在展览会上展出的情况也层出不穷。但实际上大部分的作品都在学园或是自己的住宅中完成制作，并交给遗属保管。
山下有令人惊讶的遗觉记忆的能力，《花火》《桜島》等等的画作的取景地的风景，大多数能极其细致的描绘下来。

## 关联电视剧・电影・话剧
裸の大将：1958年上映的电影。由东宝制作，小林桂樹饰演山下清。
拝啓天皇陛下様: 1963年上映的电影。山下清本人饰演一名平民，仅出演了数秒钟。
裸の大将放浪記：1980年播出的电视剧。由東阪企画与关西电视台制作。
新・裸の大将放浪記：2005年上映的舞台剧。